# ジョン・C・ライス
ジョン・C・ライス（John C. Rice、1857年4月7日 - 1915年6月5日）は、アメリカ合衆国生まれのブロードウェイの舞台俳優、ヴォードヴィリアン。
1896年に制作されたトーマス・エジソン映画社の作品『M・アーウィンとJ・C・ライスの接吻 (The Kiss)』において、メイ・アーウィンと、世界最初のスクリーン上の接吻を演じた。この映画は、47秒の長さで、アーウィンとライスが主演したブロードウェイ劇『The Widow Jones』の一場面を再現したものであった。

## 経歴
ライスは、スウェーデン移民の子、ジョン・C・ヒルバーグ (John C. Hillburg) として生まれ、ニューヨーク州サリバン郡で育った。
長じて、コントーションを披露する曲芸師となったが、俳優に転じ、1873年からミンストレルショーの舞台に立つようになった。その後、1883年には、ブラックフェイスをやめて、舞台でもっぱらドイツ人やオランダ人の役を演じるようになった。
ライスがブロードウェイで出演した作品には、『The Widow Jones』（1895年）、『Courted Into Court』（1897年）、『Are You a Mason?』（1901年）、『Vivian's Papas』（1903年）などがある。
ライスは、ヴォードヴィルにも出演し、1898年にはボストンのキース劇場 (Keith's Theater) で、サリー・コーエン (Sally Cohen) と組んで『"Our Honeymoon"』のスケッチを演じた。1907年には、彼らはワシントンD.C.のチェイス劇場 (Chase's) で『"A Bachelor's Wife"』のスキットを演じた。二人は、一時は結婚していた。
ライスは、1915年6月5日にペンシルベニア州フィラデルフィアで死去した。